# Гиацинтик Палласа
Гиацинтик Палласа, или Гиацинтелла Палласа (лат. Hyacinthélla pallasiána) — травянистое растение, вид семейства Гиацинтовые (Hyacinthaceae), эндемик Донецкого кряжа и Приазовской возвышенности.
Ранее растение относили к роду Гиацинт и оно имело название Hyacinthus pallasianus Steven — Гиацинт Палласа.
Растение распространено в Запорожской, Донецкой и Луганской областях Украины и Ростовской области России.
Вид назван в честь Петера Симона Палласа (1741—1811), немецкого и российского учёного-энциклопедиста, прославившегося научными экспедициями по территории России.

## Биологическое описание
Неприхотливое морозоустойчивое растение высотой до 16 см.
Луковица конусовидная, диаметром 1 см.
Листьев 1—2 , линейные, желобчатые, голые, с заостренными капюшоновидными концами, длиной 10—15 см, шириной 6—8 мм.
Цветки голубые, узковоронковидные, длиной до 1 см, собраны в рыхлую кисть. Доли околоцветника отогнутые, в 3 раза короче трубки.
Размножается семенами и луковицами.

## Экология
Обитает Гиацинтик Палласа на степных склонах с выходами кристаллических пород.
Рекомендуется для каменистых горок.
В связи с распахиванием целинных степей, неконтролируемым выпасом скота, а также сбором растений для букетов численность вида заметно сокращается. Негативно влияет на популяцию вида также развитие отрасли кустарной добычи полезных ископаемых.